# گجرانیوالا
گجرانیوالا (به انگلیسی: Gujraniwala) یک منطقهٔ مسکونی در پاکستان است که در پنجاب واقع شده‌است. گجرانیوالا ۱۲۸ متر بالاتر از سطح دریا واقع شده‌است.